# Dorfkirche Kuhbier

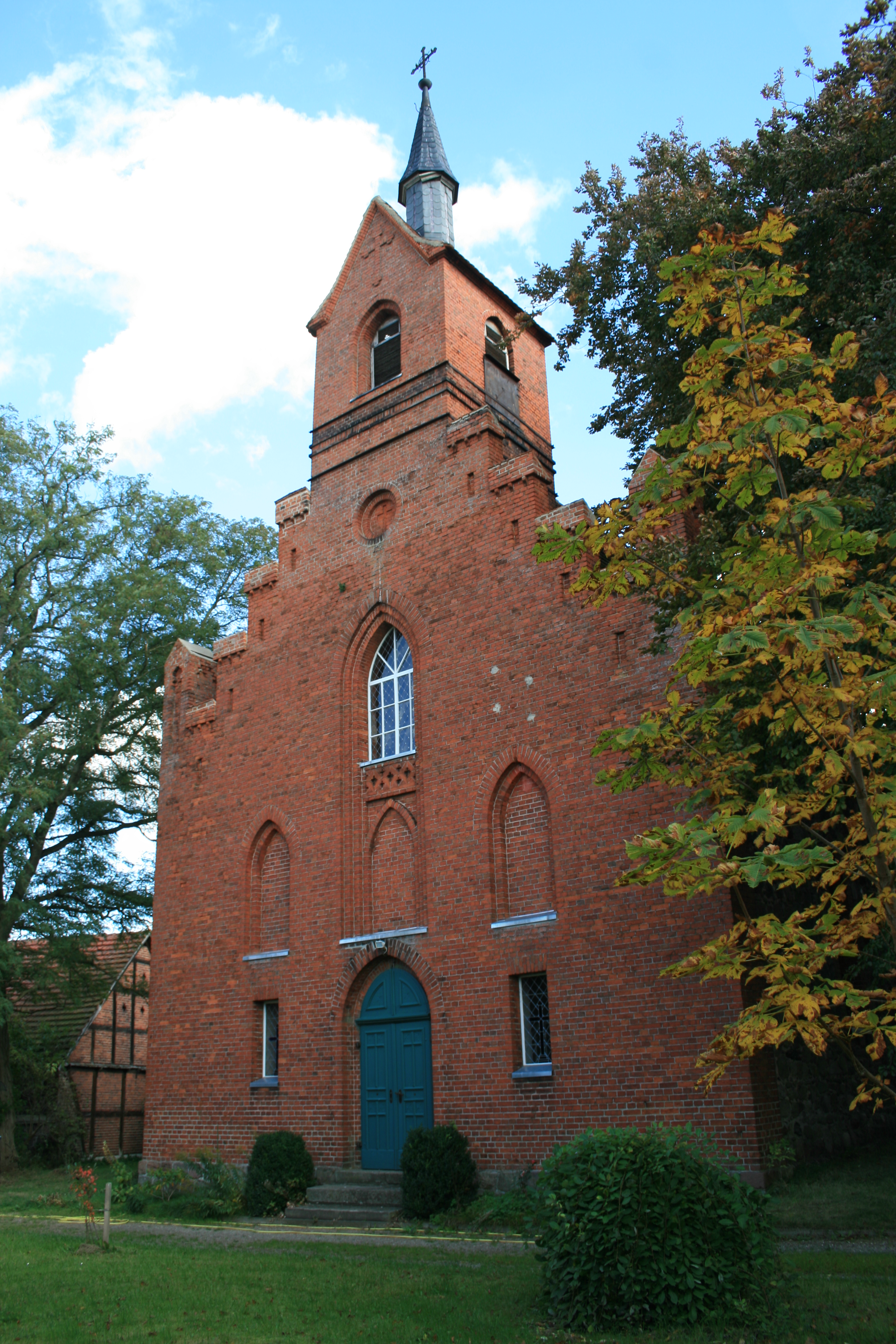
Dorfkirche Kuhbier, 2012

Die evangelische, denkmalgeschützte Dorfkirche Kuhbier steht in Kuhbier, einem Ortsteil der Gemeinde Groß Pankow im Landkreis Prignitz von Brandenburg. Die Kirche gehört zur Gesamtkirchengemeinde Region Pritzwalk im Kirchenkreis Prignitz der Evangelischen Kirche Berlin-Brandenburg-schlesische Oberlausitz.

## Beschreibung
Die 1851 nach Plänen des Baumeisters Rosainsky errichtete neugotische Saalkirche bezieht Teile des Langhauses und des eingezogenen, rechteckigen Chors eines in der Mitte des 14. Jahrhunderts entstandenen frühgotischen Vorgängerbaus aus Feldsteinen ein. Die mit drei spitzbogigen Blenden und Fialen an den Ecken verzierte Fassade im Westen, in der sich das  Portal befindet, wurde aus Backsteinen gebaut. Die Gewände der Fenster wurden in Backstein ausgeführt. Auf ihrem Staffelgiebel sitzt ein mit einem Satteldach bedeckter Aufsatz, der hinter den Klangarkaden den Glockenstuhl beherbergt.
Die Kirchenausstattung stammt weitgehend von 1851, nur die polygonale Kanzel wurde bereits um 1700 gebaut. Die Orgel mit fünf Registern, einem Manual und einem Pedal wurde 1884 von Wilhelm Sauer gebaut.